# Anerood Jugnauth
Anerood Jugnauth (Vacoas-Phoenix, 29 de marzo de 1930-Curepipe, 3 de junio de 2021) fue un abogado y político mauriciano. Fue presidente de Mauricio desde el 7 de octubre de 2003 hasta el 31 de marzo de 2012.

## Biografía
Proveniente de una familia de origen indio, nació en la cueva de Vacoas. Estudió en La Palma Elementary School y High School en Regent College y New Eton College. Abogado de formación, trabajó en 1951 en el Departamento de Justicia. En 1964 fue elegido para el consejo municipal de su pueblo, La Palma.
Fue miembro del Movimiento Militar Mauricien (MMM) y se convirtió en su presidente, el secretario general es Paul Berenger. Fue nombrado primer ministro en 1982 tras el éxito de la MMM. Pero en 1983, las disensiones dentro del partido llevaron a una ruptura del MMM y la disolución del gobierno en 1983. Doce de sus ministros, incluido Paul Berenger, renunciaron al gobierno. Anerood Jugnauth fundó el Movimiento Militante Socialista (MSM) y formó una alianza con el Partido Laborista de Mauricio, por un lado, y con el Partido Socialdemócrata de Mauricio (PMSD), Gaétan Duval, por otro. Esta alianza ganó las elecciones generales celebradas en 1983 y 1987. Una coalición en 1990 con el MMM, sellando la reunión ocasional entre estas dos formaciones, le permite ganar las elecciones de 1991, mientras que la isla se prepara para abolir la monarquía para convertirse en una república.
Permaneció primer ministro hasta 1995. Desde 1982 hasta 1995, durante el cual dirigió el gobierno de Mauricio, Mauricio experimentó una profunda evolución económica. En particular, de 1984 a 1988, la tasa de crecimiento es de alrededor del 7%. Estos son años de auge económico con la creación de una industria local [3]. Tuvo como ministro de Economía y Finanzas, sucesivamente en sus diversos gobiernos, Paul Berenger y Vishnu Lutchmeenaraidoo y Rama Sithanen.
Sigue siendo primer ministro después de las elecciones de septiembre de 2000, y luego de 3 años, según lo acordado, cedió su posición a su aliado del Movimiento militante de Mauricio, Paul Berenger. En octubre de 2003, fue elegido presidente de la República. En esta república nacida en 1992, el presidente no tiene poder de decisión: su papel es la representación simbólica de Mauricio en el extranjero. El titular del poder ejecutivo es, por lo tanto, el primer ministro, cargo que ocupó durante 12 años. Renunció a la presidencia en marzo de 2012.
En 2007, amenazó con abandonar la Mancomunidad para protestar por el trato del Reino Unido a los residentes de Chagos. Dijo que podía llevar al Reino Unido a la Corte Internacional de Justicia por el destino de los isleños. Las islas Chagos, una colonia británica en el Océano Índico, fueron arrendadas a los Estados Unidos en la década de 1960 para construir una base militar. Los habitantes fueron expulsados y el gobierno dice que no pueden regresar, pero que han obtenido la ciudadanía británica. La mayoría de las personas viven en la pobreza en Mauricio, o como refugiados en el Reino Unido. La base estadounidense se construyó en la gran isla de Diego García en el archipiélago de Chagos. Mauricio reclama las islas como parte de su territorio, y afirmó que su país fue obligado por los británicos a aceptar a los chagosianos como condición para la independencia.
El 30 de marzo de 2012, anunció su renuncia, que entró en vigencia al día siguiente, debido a su desacuerdo con los miembros del gobierno.
Ganó las elecciones parlamentarias en diciembre de 2014.
El 21 de enero de 2017, anunció su renuncia en un discurso televisado. El 23 de enero de 2017, es reemplazado por el ministro de Finanzas, su hijo, Pravind Jugnauth.
Murió el 3 de junio de 2021 a los 91 años en la Clinique Darne de Curepipe.

## Carrera
Desde 1982 a 1995 fue primer ministro de la República de Mauricio. En 2003 fue elegido presidente de la República de Mauricio, y reelecto en 2008.